# Myrne (obwód chersoński)
Myrne (ukr. Мирне) – osiedle typu miejskiego na Ukrainie w rejonie kałanczackim obwodu chersońskiego.